# Globální asociace mezinárodních sportovních federací
Globální asociace mezinárodních sportovních federací (GAISF; dříve SportAccord) je zastřešující organizací pro všechny (olympijské a neolympijské) mezinárodní sportovní federace, organizátorem multi-sportovních her a se sportem souvisejících mezinárodních asociací. GAISF je mezinárodní sportovní organizace s 92 řádnými členy (mezinárodní sportovní federace, jimiž se řídí specifické sporty po celém světě), a 17 mimořádnými členy (organizace, které vykonávají činnosti úzce související s mezinárodními sportovními federacemi).

## Členské federace (92)
| #  | Sport                  | Federace                                              | Anglicky | Zkratka | Vznik | Členství | Členství | Členství | Členství | Členství |
| -- | ---------------------- | ----------------------------------------------------- | --- | ------- | ----- | -------- | -------- | -------- | -------- | -------- |
| #  | Sport                  | Federace                                              | Anglicky | Zkratka | Vznik | MOV      | ASOIF    | AIOWF    | ARISF    | IWGA     |
| 1  | Aikido                 | Aikikai Honbu Dódžó                                   | International Aikido Federation                                                                                               | IAF     | 1940  |          |          |          |          | •        |
| 2  | Letecký sport          | Mezinárodní letecká federace                          | World Air Sports Federation / Fédération Aéronautique Internationale                                                          | FAI     | 1905  | •        |          |          | •        | •        |
| 3  | Americký fotbal        | Mezinárodní federace amerického fotbalu               | International Federation of American Football Archivováno 5. 7. 2015 na Wayback Machine.                                      | IFAF    | 1998  |          |          |          | •        |          |
| 4  | Plavání                | Mezinárodní plavecká federace                         | Federation Internationale de Natation                                                                                         | FINA    | 1908  | •        | •        |          |          |          |
| 5  | Lukostřelba            | Světová lukostřelecká federace                        | World Archery Federation | WA      | 1931  | •        | •        |          |          | •        |
| 6  | Atletika               | Mezinárodní asociace atletických federací             | International Association of Athletics Federations                                                                            | IAAF    | 1912  | •        | •        |          |          |          |
| 7  | Automobilový sport     | Mezinárodní automobilová federace                     | Fédération Internationale de l'Automobile                                                                                     | FIA     | 1904  |          |          |          | •        |          |
| 8  | Badminton              | Mezinárodní federace badmintonu                       | Badminton World Federation | BWF     | 1934  | •        | •        |          |          |          |
| 9  | Baseball a Softball    | Světová konfederace baseballu a softballu             | World Baseball Softball Confederation                                                                                         | WBSC    | 2013  | •        |          |          | •        |          |
| 10 | Basketbal              | Mezinárodní basketbalová federace                     | Federation Internationale de Basketball Archivováno 4. 11. 1996 na Wayback Machine.                                           | FIBA    | 1932  | •        | •        |          |          |          |
| 11 | Pelota                 | Mezinárodní federace Peloty                           | Federación Internacional de Pelota Vasca                                                                                      | FIPV    | 1929  | •        |          |          | •        |          |
| 12 | Biatlon                | Mezinárodní biatlonová unie                           | International Biathlon Union                                                                                                  | IBU     | 1993  | •        |          | •        |          |          |
| 13 | Kulečník               | Světová konfederace billiárdu                         | World Confederation of Billiard Sports                                                                                        | WCBS    | 1992  | •        |          |          | •        | •        |
| 14 | Boby                   | Mezinárodní bobová a skeletonová federace             | International Bobsleigh and Skeleton Federation                                                                               | IBSF    | 1923  | •        |          | •        |          |          |
| 15 | Kulturistika a Fitness | Mezinárodní federace kulturistiky a fitness           | International Federation of Bodybuilding & Fitness                                                                            | IFBB    | 1946  |          |          |          |          | •        |
| 16 | Koulové sporty         | Světová konfederace koulových sportů                  | Confédération Mondiale des Sports de Boules                                                                                   | CMSB    | 1985  | •        |          |          | •        | •        |
| 17 | Bowling                | Světová bowlingová asociace                           | World Bowling Archivováno 1. 11. 2020 na Wayback Machine.                                                                     | WB      | 1952  | •        |          |          | •        | •        |
| 18 | Box                    | Mezinárodní federace boxerů amatérů                   | International Boxing Association (amateur) Archivováno 29. 7. 2013 na Wayback Machine.                                        | AIBA    | 1946  | •        | •        |          |          |          |
| 19 | Bridž                  | Světová federace bridže                               | World Bridge Federation | WBF     | 1958  | •        |          |          | •        |          |
| 20 | Kanoistika             | Mezinárodní kanoistická federace                      | International Canoe Federation                                                                                                | ICF     | 1946  | •        | •        |          |          | •        |
| 21 | Rybolovná technika     | Mezinárodní federace rybolovné techniky               | International Casting Sport Federation                                                                                        | ICSF    | 1955  |          |          |          |          | •        |
| 22 | Cheerleading           | Mezinárodní unie Cheerleadingu                        | International Cheer Union | ICU     | 2004  | •        |          |          | •        |          |
| 23 | Šachy                  | Mezinárodní šachová federace                          | Fédération Internationale des Échecs                                                                                          | FIDE    | 1924  | •        |          |          | •        |          |
| 24 | Horolezectví           | Mezinárodní horolezecká federace                      | Union Internationale des Associations d'Alpinisme                                                                             | UIAA    | 1932  | •        |          |          | •        |          |
| 25 | Kriket                 | Mezinárodní kriketová rada                            | International Cricket Council                                                                                                 | ICC     | 1909  | •        |          |          | •        |          |
| 26 | Curling                | Mezinárodní curlingová federace                       | World Curling Federation | WCF     | 1966  | •        |          | •        |          |          |
| 27 | Cyklistika             | Mezinárodní cyklistická unie                          | Union Cycliste Internationale                                                                                                 | UCI     | 1900  | •        | •        |          |          |          |
| 28 | Taneční sport          | Světová federace tanečního sportu                     | World DanceSport Federation                                                                                                   | WDSF    | 1957  | •        |          |          | •        | •        |
| 29 | Šipky                  | Světová šipková federace                              | World Darts Federation | WDF     | 1974  |          |          |          |          |          |
| 30 | Dračí lodě             | Mezinárodní federace dračích lodí                     | International Dragon Boat Federation                                                                                          | IDBF    | 1991  |          |          |          |          |          |
| 31 | Dáma                   | Světová federace dámy                                 | Fédération Mondiale du Jeu de Dames                                                                                           | FMJD    | 1947  |          |          |          |          |          |
| 32 | Jezdectví              | Mezinárodní jezdecká federace                         | International Federation for Equestrian Sports / Fédération Équestre Internationale                                           | FEI     | 1921  | •        | •        |          |          |          |
| 33 | Sportovní šerm         | Mezinárodní šermířská federace                        | Fédération Internationale d'Escrime                                                                                           | FIE     | 1913  | •        | •        |          |          |          |
| 34 | Faustball              | Mezinárodní fistbalová asociace                       | International Fistball Association                                                                                            | IFA     | 1960  |          |          |          |          | •        |
| 35 | Florbal                | Mezinárodní florbalová federace                       | International Floorball Federation                                                                                            | IFF     | 1986  | •        |          |          | •        | •        |
| 36 | Ultimate Frisbee       | Mezinárodní federace létajícího disku                 | World Flying Disc Federation                                                                                                  | WFDF    | 1985  | •        |          |          | •        | •        |
| 37 | Fotbal                 | Mezinárodní fotbalová federace                        | Fédération Internationale de Football Association                                                                             | FIFA    | 1904  | •        | •        |          |          |          |
| 38 | Go                     | Světová federace go                                   | International Go Federation                                                                                                   | IGF     | 1982  |          |          |          |          |          |
| 39 | Golf                   | Mezinárodní golfová federace                          | International Golf Federation                                                                                                 | IGF     | 1958  | •        | •        |          |          |          |
| 40 | Gymnastika             | Mezinárodní gymnastická federace                      | International Federation of Gymnastics / Federation Internationale de Gymnastique Archivováno 10. 2. 2003 na Wayback Machine. | FIG     | 1881  | •        | •        |          |          | •        |
| 41 | Házená                 | Mezinárodní federace házené                           | International Handball Federation                                                                                             | IHF     | 1946  | •        | •        |          |          | •        |
| 42 | Pozemní hokej          | Mezinárodní hokejová federace                         | International Hockey Federation                                                                                               | FIH     | 1924  | •        | •        |          |          | •        |
| 43 | Lední hokej            | Mezinárodní federace ledního hokeje                   | International Ice Hockey Federation                                                                                           | IIHF    | 1908  | •        |          | •        |          |          |
| 44 | Ice stock sport        | Mezinárodní federace Icestocksportu                   | International Federation Icestocksport                                                                                        | IFI     | 1983? |          |          |          |          |          |
| 45 | Judo                   | Mezinárodní judistická federace                       | International Judo Federation                                                                                                 | IJF     | 1951  | •        | •        |          |          |          |
| 46 | Ju-jitsu               | Mezinárodní federace Džú-džucu                        | Ju-Jitsu International Federation                                                                                             | JJIF    | 1977  |          |          |          |          | •        |
| 47 | Karate                 | Světová federace karate                               | World Karate Federation | WKF     | 1970  | •        |          |          | •        | •        |
| 48 | Kendó                  | Mezinárodní federace Kendó                            | International Kendo Federation                                                                                                | FIK     | 1970  |          |          |          |          |          |
| 49 | Kickbox                | Světová asociace kickboxerských organizací            | World Association of Kickboxing Organizations                                                                                 | WAKO    | 1976  |          |          |          |          | •        |
| 50 | Korfbal                | Mezinárodní korfbalová federace                       | International Korfball Federation                                                                                             | IKF     | 1963  | •        |          |          | •        | •        |
| 51 | Lakros                 | Mezinárodní lakrosová federace                        | Federation of International Lacrosse                                                                                          | FIL     | 2008  |          |          |          |          |          |
| 52 | Záchranářský sport     | Mezinárodní záchranářská federace                     | International Life Saving Federation                                                                                          | ILS     | 1993  | •        |          |          | •        | •        |
| 53 | Sáňkařský sport        | Mezinárodní sáňkařská federace                        | Fédération Internationale de Luge de Course                                                                                   | FIL     | 1957  | •        |          | •        |          |          |
| 54 | Minigolf               | Světová minigolfová federace                          | World Minigolf Sport Federation                                                                                               | WMF     | 1963  |          |          |          |          |          |
| 55 | Moderní pětiboj        | Mezinárodní unie moderního pětiboje                   | Union Internationale de Pentathlon Moderne                                                                                    | UIPM    | 1912  | •        | •        |          |          |          |
| 56 | Motocyklový sport      | Mezinárodní federace motocyklistů                     | Fédération Internationale de Motocyclisme                                                                                     | FIM     | 1904  | •        |          |          | •        |          |
| 57 | Muay Thai              | Mezinárodní federace amatérského Muay Thai            | International Federation of Muaythai Amateur Archivováno 3. 7. 2023 na Wayback Machine.                                       | IFMA    | 1993  | •        |          |          | •        | •        |
| 58 | Netball                | Mezinárodní federace netbalových asociací             | International Federation of Netball Associations                                                                              | IFNA    | 1960  | •        |          |          | •        | •        |
| 59 | Orientační běh         | Mezinárodní federace orientačního běhu                | International Orienteering Federation                                                                                         | IOF     | 1961  | •        |          |          | •        | •        |
| 60 | Pólo                   | Mezinárodní federace polo                             | Federation of International Polo                                                                                              | FIP     | 1983  | •        |          |          | •        |          |
| 61 | Vodní motorismus       | Mezinárodní unie vodního motorismu                    | Union Internationale Motonautique                                                                                             | UIM     | 1927  | •        |          |          | •        |          |
| 62 | Silový trojboj         | Mezinárodní federace silového trojboje                | International Powerlifting Federation                                                                                         | IPF     | 1971  |          |          |          |          | •        |
| 63 | Raketbal               | Mezinárodní raketbalová federace                      | International Racquetball Federation                                                                                          | IRF     | 1950  | •        |          |          | •        | •        |
| 64 | Kolečkové sporty       | Mezinárodní federace kolečkových sportů               | Fédération Internationale de Roller Sports                                                                                    | FIRS    | 1924  | •        |          |          | •        | •        |
| 65 | Veslování              | Mezinárodní veslařská federace                        | Fédération Internationale des Sociétés d'Aviron                                                                               | FISA    | 1892  | •        | •        |          |          |          |
| 66 | Ragby                  | Mezinárodní ragbyová federace                         | World Rugby | WR      | 1886  | •        | •        |          |          | •        |
| 67 | Jachting               | Mezinárodní jachtařská federace                       | International Sailing Federation                                                                                              | ISAF    | 1907  | •        | •        |          |          |          |
| 68 | Sambo                  | Mezinárodní federace samba                            | Fédération Internationale de Sambo                                                                                            | FIAS    | 1992  |          |          |          |          |          |
| 69 | Savate                 | Mezinárodní federace savate                           | Federation Internationale de Savate                                                                                           | FISav   | 1992  |          |          |          |          |          |
| 70 | Sepak takraw           | Mezinárodní federace sepak takraw                     | International Sepaktakraw Federation                                                                                          | ISTAF   | 1988  |          |          |          |          |          |
| 71 | Sportovní střelba      | Mezinárodní federace sportovní střelby                | International Shooting Sport Federation                                                                                       | ISSF    | 1907  | •        | •        |          |          |          |
| 72 | Bruslení               | Mezinárodní bruslařská unie                           | International Skating Union                                                                                                   | ISU     | 1892  | •        |          | •        |          |          |
| 73 | Lyžování               | Mezinárodní lyžařská federace                         | International Ski Federation / Fédération Internationale de Ski                                                               | FIS     | 1924  | •        |          | •        |          |          |
| 74 | Skialpinismus          | Mezinárodní skialpinistická federace                  | International Ski Mountaineering Federation                                                                                   | ISMF    | 2008  |          |          |          | •        |          |
| 75 | Psí spřežení           | Mezinárodní organizace psích spřežení                 | International Federation of Sleddog Sports                                                                                    | IFSS    | 1992  |          |          |          |          |          |
| 76 | Soft tenis             | Mezinárodní Softtenisová federace                     | International Soft Tennis Federation                                                                                          | ISTF    | 1999  |          |          |          |          |          |
| 77 | Sportovní lezení       | Mezinárodní federace sportovního lezení               | International Federation of Sport Climbing                                                                                    | IFSC    | 2007  | •        |          |          | •        | •        |
| 78 | Sportovní rybolov      | Mezinárodní konfederace sportovního rybolovu          | Confédération Internationale de la Pêche Sportive                                                                             | CIPS    | 1952  |          |          |          |          |          |
| 79 | Squash                 | Světová squashová federace                            | World Squash Federation | WSF     | 1967  | •        |          |          | •        | •        |
| 80 | Sumó                   | Mezinárodní federace sumo                             | International Sumo Federation                                                                                                 | IFS     | 1992  | •        |          |          | •        | •        |
| 81 | Surfing                | Mezinárodní surfingová asociace                       | International Surfing Association                                                                                             | ISA     | 1964  | •        |          |          | •        | •        |
| 82 | Stolní tenis           | Mezinárodní federace stolního tenisu                  | International Table Tennis Federation                                                                                         | ITTF    | 1926  | •        | •        |          |          |          |
| 83 | Taekwondo              | Světová federace taekwondo                            | World Taekwondo Federation | WTF     | 1973  | •        | •        |          |          |          |
| 84 | Tenis                  | Mezinárodní tenisová federace                         | International Tennis Federation                                                                                               | ITF     | 1913  | •        | •        |          |          |          |
| 85 | Triatlon               | Mezinárodní triatlonová unie                          | International Triathlon Union                                                                                                 | ITU     | 1989  | •        | •        |          |          |          |
| 86 | Přetahování lanem      | Mezinárodní federace přetahování lanem                | Tug of War International Federation                                                                                           | TWIF    | 1960  | •        |          |          | •        | •        |
| 87 | Podvodní sporty        | Světová potápěčská konfederace                        | Confédération Mondiale des Activités Subaquatiques                                                                            | CMAS    | 1959  | •        |          |          | •        | •        |
| 88 | Volejbal               | Mezinárodní volejbalová federace                      | Fédération Internationale de Volleyball                                                                                       | FIVB    | 1947  | •        | •        |          |          |          |
| 89 | Vodní lyžování         | Mezinárodní federace vodního lyžování a wakeboardingu | International Waterski & Wakeboard Federation                                                                                 | IWWF    | 1955  | •        |          |          | •        | •        |
| 90 | Vzpírání               | Mezinárodní vzpěračská federace                       | International Weightlifting Federation                                                                                        | IWF     | 1905  | •        | •        |          |          |          |
| 91 | Zápas                  | United World Wrestling                                | United World Wrestling | UWW     | 1912  | •        | •        |          |          |          |
| 92 | Wushu                  | Mezinárodní wushu federace                            | International Wushu Federation                                                                                                | IWUF    | 1990  | •        |          |          | •        |          |
|    |                        |                                                       | |         |       | 68       | 28       | 7        | 36       | 33       |

Pozn.: Některé názvy federací nemusí být přesné, nebo v češtině užívané názvy nemají

## Přidružení členové (17)
| Hry                                                  | Federace                                                                                            |
| ---------------------------------------------------- | --------------------------------------------------------------------------------------------------- |
| Hry Commonwealthu (Commonwealth Games)               | Commonwealth Games Federation (CGF)                                                                 |
| European broadcasting                                | European Broadcasting Union (EBU o UER)                                                             |
| World Masters Games / Masters Games                  | International Masters Games Association (IMGA)                                                      |
| Mediterranean Games                                  | International Committee of Mediterranean Games (ICMG o CIJM)                                        |
| Armádní světové hry Military World Games             | Mezinárodní výbor vojenského sportu Conseil International du Sport Militaire (CISM)                 |
| World Mind Sports Games SportAccord World Mind Games | International Mind Sports Association (IMSA)                                                        |
| Panathlon                                            | Panathlon International (PI)                                                                        |
| Paralympijské hry Paralympic Games                   | Mezinárodní paralympijský výbor International Paralympic Committee (IPC)                            |
| Gymnasiáda Gymnasiade / School Sports                | Mezinárodní federace školního sportu International School Sport Federation (ISF)                    |
| Speciální olympiáda Special Olympics                 | Special Olympics (SOI)                                                                              |
| Sportovní chiropraxe Sports chiropractic             | Meyin8rodn9 federace sportovn9 chiroFederation Internationale de Chiropratique du Sport (FICS)      |
| Sports facilities                                    | International Association for Sports and Leisure Facilities (IAKS)                                  |
| Deaflympics / Sports for the Deaf                    | International Committee of Sports for the Deaf (CISS)                                               |
| Sportovní lékařství Sports Medicine                  | Mezinárodní federace sportovního lékařství International Federation of Sports Medicine (FIMS)       |
| Světové hry The World Games                          | Mezinárodní asociace Světových her International World Games Association (IWGA)                     |
| Univerziáda Universiade                              | Mezinárodní federace vysokoškolského sportu Federation Internationale du Sport Universitaire (FISU) |
| CSIT World Sports Games                              | International Labour Sports Federation (CSIT)                                                       |

## Seznam prezidentů GAISF
| Prezident        | Člen                                  | Funkční období |
| ---------------- | ------------------------------------- | -------------- |
| W Berge Phillips | Mezinárodní plavecká federace (FINA)  | 1967 – 1969    |
| Thomas Keller    | Mezinárodní veslařská federace (FISA) | 1969 - 1986    |
| Un Yong Kim      | Světová federace Taekwondo (WTF)      | 1986 – 2004    |
| Hein Verbruggen  | Mezinárodní cyklistická unie (UCI)    | 2004 – 2013    |
| Marius Vizer     | Mezinárodní judistická federace (IJF) | 2013 – dosud   |

## Aktuální organizační struktura
| Prezident             | Viceprezident | Viceprezident           | Generální ředitel |
| --------------------- | ------------- | ----------------------- | ----------------- |
| Francesco Ricci Bitti | Ron Froehlich | Antonio Espinós Ortueta | Vlad Marinescu    |